# 1944年冬季奥林匹克运动会
1944年冬季奧林匹克運動會，官方稱為第五屆奧林匹克冬季運動會（英語：the V Olympic Winter Games），原计划於1940年举办的第五屆奧林匹克冬季運動會被取消，因此1944年冬季奧林匹克運動會會稱為第五屆奧林匹克冬季運動會。本來1944年冬季奧林匹克運動會將在意大利科蒂納丹佩佐舉行。1939年6月，科蒂納丹佩佐已經贏得在冬季奧林匹克運動會主辦權，但是由於第二次世界大戰，1944年冬季奧林匹克運動會被取消。因此，第五屆奧林匹克冬季運動會在1948年的瑞士聖莫里茨舉行。最終1956年冬季奧林匹克運動會在科蒂納丹佩佐舉行。
| 前任者： 札幌 （因二战取消） | 因二战取消的第5届冬奥会： · 意大利 科尔蒂纳丹佩佐冬奥会 · 1944年 | 繼任者： 1948年圣莫里茨冬奥会（实际第五届） 1952年奥斯陆冬奥会（第六届） |